# Уэйанс, Дэймон (младший)
Дэ́ймон Кайл Уэ́йанс-мла́дший (англ. Damon Kyle Wayans Jr.; род. 18 ноября 1982) — американский актёр, комедиант и сценарист. Старший сын актёра Дэймона Уэйанса.
Известен по роли Брэда Уильямса в комедийном сериале «Счастливый конец» и Эрни «Коуча» в телесериале «Новенькая».

## Ранняя жизнь
Уэйанс сын Лизы Тернер и актёра Дэймона Уэйанса. Он старший из четверых детей.

## Карьера
Дэймон дебютировал в 1994 году с небольшой роли в фильме «Бланкмэн», где также снимался его отец. Позже он появился с ситкоме «Моя жена и дети», главные роли в котором исполняли его отец и Тиша Кэмпбелл-Мартин. Он также работал одним из сценаристов сериала. В 2006 году он выступил создателем и продюсером недолго шедшего скетч-шоу на канале Showtime.
В 2009 году он сыграл главную роль в фильме «Без ансамбля», который получил отрицательные отзывы от критиков. С 2011 по 2013 год, наряду с Элишей Катберт, Захари Найтоном, Кейси Уилсон, Адамом Палли и Элизой Куп, он снимался в ситкоме канала ABC «Счастливый конец». После он присоединился к ситкому «Новенькая». Так же снялся в фильме «Типа копы», и сыграл эпизодическую роль в сериале «Бруклин 9-9».

## Фильмография
| Год       |    | Русское название                                | Оригинальное название                          | Роль                    |
| --------- | -- | ----------------------------------------------- | ---------------------------------------------- | ----------------------- |
| 1994      | ф  | Бланкмэн                                        | Blankman                                       | юный Кевин Уокер        |
| 2001—2004 | с  | Моя жена и дети                                 | My Wife and Kids                               | Джон                    |
| 2009      | ф  | Без ансамбля                                    | Dance Flick                                    | Томас Анклс             |
| 2010      | ф  | Мармадюк                                        | Marmaduke                                      | Гром                    |
| 2010      | ф  | Копы в глубоком запасе                          | The Other Guys                                 | детектив Фоссе          |
| 2011—2013 | с  | Счастливый конец                                | Happy Endings                                  | Брэд Уильям             |
| 2011—2018 | с  | Новенькая                                       | New Girl                                       | Тренер                  |
| 2012      | с  | Спецназ: Сан-Диего                              | NTSF:SD:SUV::                                  | Гаретт                  |
| 2014      | ф  | Поженить Бэрри                                  | Someone Marry Barry                            | Десмонд                 |
| 2014      | ф  | Типа копы                                       | Let’s Be Cops                                  | Джастин Миллер          |
| 2014      | мф | Город героев                                    | Big Hero 6                                     | Васаби                  |
| 2016      | ф  | В активном поиске                               | How to Be Single                               | Дэвид                   |
| 2016      | мф | Земля до начала времён 14: Путешествие Храброго | The Land Before Time XIV: Journey of the Brave | Дикие руки              |
| 2016      | с  | Бруклин 9-9                                     | Brooklyn Nine-Nine                             | детектив Стиви Шилленс  |
| 2017      | с  | Умерь свой энтузиазм                            | Curb Your Enthusiasm                           | офицер полиции          |
| 2018      | ф  | Суперполицейские 2                              | Super Troopers 2                               | рядовой Вагнер          |
| 2018      | с  | Правда о деле Гарри Квеберта                    | The Truth About the Harry Quebert Affair       | сержант Перри Гэхаловуд |
| 2018—2019 | с  | Счастливы вместе                                | Happy Together                                 | Джейк Дэвис             |
| 2019      | мф | Королевские каникулы                            | Trouble                                        | Гизмо                   |
| 2020      | ф  | Любовь гарантирована                            | Love, Guaranteed                               | Ник Эванс               |
| 2020      | с  | Сумеречная зона                                 | The Twilight Zone                              | Джейсон Грант           |
| 2021      | ф  | Барб и Звезда едут в Виста-дель-Мар             | Barb and Star Go to Vista Del Mar              | Дарли Банкл             |
| 2021      | ф  | По наклонной                                    | Cherry                                         | сержант Мастерс         |
| 2021      | ф  | Длинный уик-энд                                 | Long Weekend                                   | Даг                     |
| 2021      | ф  | Тем больнее падать                              | The Harder They Fall                           | Монро Граймс            |
| 2021      | ф  | Суперкруть                                      | Supercool                                      | Джимми                  |